# Macromitrium exsertum
Macromitrium exsertum är en bladmossart som beskrevs av Brotherus 1893. Macromitrium exsertum ingår i släktet Macromitrium och familjen Orthotrichaceae. Inga underarter finns listade i Catalogue of Life.